# 九龍巴士95M線
九龍巴士95M線是香港一條來往翠林及觀塘（雅麗道）的路線，為將軍澳西（康盛花園、翠林）民居提供來往觀塘區的服務。

## 歷史
- 1988年8月26日：本線前身95A 循環路線投入服務，來往翠林及觀塘（雅麗道）。
- 1989年2月26日：改稱95M線。
- 1989年3月19日：配合翠林巴士總站啟用，本線取消循環線模式運作。
- 2004年3月28日：本線派車由6輛非空調巴士改為5輛。
- 2005年7月28日：增設空調巴士服務，全程收費$4。派車改為4輛非空調巴士及1輛空調巴士。
- 2005年11月7日：本線非空調巴士數目由4輛改為3輛，空調巴士數目不變。
- 2008年6月8日：本線全程收費調高至$3.2（非空調巴士）及$4.2（空調巴士）。
- 2009年7月12日：使用了逾20年、位於觀塘（雅麗道）巴士總站的泊位需永久往後遷移，原泊位改由13M線使用。
- 2011年5月15日：本線全程收費調高至$3.3（非空調巴士）及 $4.4（空調巴士）。
- 2011年5月30日：本路線一口氣將現有3部普通巴士更換成空調巴士行走，提供全線空調服務[2]。
- 2013年3月17日：本線全程收費調高至$4.7。
- 2015年3月21日：增設到站時間預報。[3]
- 2018年1月17日：本線全程收費調高至$4.9。
- 2019年10月13日：往翠林方向不停觀塘道「創紀之城」站。[4]

## 服務時間及班次
| 翠林開 | 翠林開      | 翠林開       | 觀塘（雅麗道）開 | 觀塘（雅麗道）開 | 觀塘（雅麗道）開 |
| 日期   | 服務時間    | 班次（分鐘） | 日期             | 服務時間         | 班次（分鐘）     |
| ------ | ----------- | ------------ | ---------------- | ---------------- | ---------------- |
| 每天   | 06:05       | 06:05        | 每天             | 06:15-23:45      | 30               |
| 每天   | 06:30-00:00 | 30           | 每天             | 23:45-00:35      | 25               |
| 每天   | 00:35       |              | 每天             |                  |                  |

## 收費
全程：$5.4
| - 本線設有12歲以下小童及65歲或以上長者半價優惠。 - 65歲或以上香港居民使用「樂悠咭」，以及12歲以下合資格殘疾兒童使用「殘疾人士身份」個人八達通繳付車資，均可享有每程$2.0或半價（以較低者為準）的票價優惠；12至64歲合資格殘疾人士使用「殘疾人士身份」個人八達通（包括「樂悠咭」），以及60至64歲香港居民使用「樂悠咭」繳付車資，均可享有每程$2.0或全費（以較低者為準）的票價優惠。 - 65歲或以上長者如使用長者或一般個人八達通繳付車資，則只可享有半價優惠；12至64歲合資格殘疾人士如不使用「殘疾人士身份」個人八達通，以及60至64歲人士如不使用「樂悠咭」繳付車資，必須繳付全費。 - 乘客可以現金或八達通於上車時付款，不設找續。 - 每位成人乘客可免費攜帶最多兩名4歲以下而不佔座位的兒童乘客乘車，超額之4歲以下小童必須繳付小童車費乘車。 - 持有「九巴月票」之乘客在車票有效期內，每日可享最多10程任何九龍巴士及龍運巴士路線（包括本路線，以及聯營路線的九龍巴士／龍運巴士提供的班次；惟乘搭機場「A」及「NA」線則可享原價二七折優惠（不會計算每天10次合資格車程））；而B1線則每日可享最多各2程（不會計算每天10次合資格車程）。 - 九龍巴士、城巴、龍運巴士及陽光巴士全職員工及家屬（不包括外判職員）可免費乘搭本路線，惟必須拍職員或職員家屬八達通。 - 乘客亦可透過多元化電子支付系統（e度嘟）繳付車資，包括使用非接觸式VISA卡、JCB卡、萬事達卡、銀聯卡、美國運通、大來國際、Discover Card、Apple Pay、Google Pay、Samsung Pay、AlipayHK「易乘碼」、支付寶、WeChatHK／微信支付「搭車碼」、銀聯雲閃付「乘車碼」及BOC Pay「乘車碼」。乘客使用此付款方式，使用此支付方式的乘客可享有中途下車之分段收費，以及與其他九巴／龍運獨營路線或聯營線九巴／龍運班次之轉乘優惠，惟不適用於與非九巴／龍運路線之轉乘優惠，亦不能享有「公共交通費用補貼計劃」及「長者及合資格殘疾人士公共交通票價優惠計劃」。 |

### 八達通轉乘優惠
乘客登上本線後150分鐘內以同一張八達通卡轉乘以下路線，或從以下路線登車後150分鐘內以同一張八達通卡轉乘本線，次程可獲$4.2車資折扣優惠：
95M←→西貢及將軍澳路線
- 95M往翠林 → 91M、(2)91P、296M往坑口站或298(E/F)往百勝角／將軍澳工業邨
- 91M、(2)91P、296M往康盛花園或298(E/F）往坑口站 → 95M往觀塘

95M←→九龍區路線
- 95M往觀塘 → 16M往藍田、213B/M/S往安達／安泰
- 16M往觀塘、213B/M/S往觀塘／藍田 → 95M往翠林

## 使用車輛
本線開辦後不久，派出丹尼士巨龍11米（S3N）及都城嘉慕11米（S3M）非空調巴士行走。2005年，配合巴士空調化趨勢，以及途經醫院的巴士路線需使用超低地台巴士行走，本線引入一輛富豪超級奧林比安10.6米（ASV）超低地台空調巴士，取代一輛非空調巴士，該車及後改由丹尼士三叉戟三型10.6米（ATS）取代。
95M線現時有使用1輛富豪B9TL 10.6米（ATSE）及2輛富豪B7RLE 12米（AVC）空調巴士，均屬九龍灣車廠。另外，本線曾是將軍澳巴士路線當中，使用非空調巴士比例最多的路線，但2011年5月30日起，本路線一口氣將現有三部普通巴士更換成空調巴士行走，提供全線空調服務。
| 車隊編號 | 車牌   |
| -------- | ------ |
| AVC48    | RF4811 |
| AVC59    | RH4394 |
| ATSE19   | RU4901 |

## 行車路線
翠林開經：翠林路、寶琳北路、林盛路、康盛花園巴士總站、林盛路、寶琳北路、寶琳路、秀茂坪道、協和街、同仁街、裕民坊、康寧道及牛頭角道。
觀塘（雅麗道）開經：牛頭角道、雅麗道、觀塘道、協和街、秀茂坪道、寶琳路、寶琳北路及翠林路。
具體停站請參考資訊框。

## 外部連結
九巴
- 九龍巴士95M線 （页面存档备份，存于）

其他
- 681巴士總站－九巴95M線 （页面存档备份，存于）